# فی مارسی
فی مارسی (انگلیسی: Faye Marsay؛ زادهٔ ۳۰ دسامبر ۱۹۸۶) یک هنرپیشه اهل بریتانیا است. وی از سال ۲۰۰۸ میلادی تاکنون مشغول فعالیت بوده‌است.
از آثاری که وی در آنها نقش داشته است می‌توان به بازی تاج و تخت، آندور، غرور، و ملکهٔ سفید اشاره کرد.